# Радов, Алексей Сергеевич
Алексей Сергеевич Радов — советский хозяйственный, государственный и политический деятель.

## Биография
Родился в 1907 году в . Член КПСС с года.
С 1929 года — на хозяйственной, общественной и политической работе. В 1929—1982 гг. — на научных и руководящих должностях в сельскохозяйственном высшем образовании, ректор Кировского государственного сельскохозяйственного института, ректор Сталинградского сельскохозяйственного института, заведующий кафедрой агрономического факультета Волгоградского сельскохозяйственного института.
Делегат XX съезда КПСС.
Умер в Волгограде в 1982 году.